# Phrynarachne brevis
Phrynarachne brevis es una especie de araña cangrejo del género Phrynarachne, familia Thomisidae. Fue descrita científicamente por Tang & Li en 2010.

## Distribución
Esta especie se encuentra en China.

## Tratamiento taxonómico
La especie aparece registrada y publicada en Crab spiders from Xishuangbanna, Yunnan Province, China (Araneae, Thomisidae). Zootaxa 2703: 1–105.